# La Bacchanale des Andriens
La Bacchanale des Andriens est une peinture à l'huile sur toile de 175 × 193 cm réalisée par  Le Titien, vers 1523-1526, et conservée au musée du Prado à Madrid. Elle est signée « TICIANUS F. [Aciebat] ».

## Histoire
L'œuvre est la dernière à être fournie par Titien pour la Sala dei Baccanali des salles d'albâtre d'Alphonse Ier d'Este, après la Festa degli amorini (1518-1519) et Bacchus et Ariane (1520-1523), et une intervention également sur le Le Festin des dieux de Giovanni Bellini, en 1524-1525, où il retouche le paysage afin de l'adapter au style des autres tableaux.
En 1598, Ferrare passe sous la domination de l'état pontifical et la famille Este doit se réfugier à Modène. Lors du transfert, le cardinal Pietro Aldobrandini, légat du pape Clément VIII, s'approprie plusieurs tableaux, dont la Bacchanale et la Fête de Vénus. La Famille Aldobrandini n'a jamais exposé les biens volés ; le fait ne fut connu qu'après 1629, lorsque les peintures, devenues possession de la Famille Ludovisi, sont vendues au duc de Monterey, dignitaire d'Espagne, et beau-frère du duc d'Olivares, en paiement de la principauté de Piombino, qui en fait ensuite don à Philippe IV (roi d'Espagne) en 1639. Les premières mentions documentées en Espagne remontent aux inventaires du palais de l'Alcazar de Madrid en 1666, 1686 et 1700.
Les trois toiles du Titien ont été admirées et copiées tant en Italie qu'en Espagne par des artistes tels que Pierre Paul Rubens, Guido Reni, Nicolas Poussin et Diego Vélasquez, fournissant l'inspiration ayant conduit au développement du Baroque. Les larmes sincères du Dominiquin en voyant ces chefs-d'œuvre quitter l'Italie demeurent célèbres.
En 1782, Joshua Reynolds admire La Bacchanale, qui lui inspire un parallèle singulier entre Titien et Virgile : « C'est vers Titien que nous devons tourner nos yeux pour découvrir l'excellence au plus haut niveau dans la couleur, la lumière et les ombres. Il fut le premier et en même temps le plus grand maître de cet art. Son excellence principale réside dans la manière ou la langue, comme vous voulez dire, avec laquelle Titien et ceux de son école s'expriment. La manière, en peinture, est en réalité ce qu'est le langage en poésie [...]. Comme il a été dit pour Virgile que même l'épandage de fumier sur la terre parvient à donner un ton de dignité, il en va de même pour Titien. Tout ce qu'il touche, aussi insignifiant ou familier soit-il, par une sorte de magie il est investi de grandeur et d'importance ».

Comparaison avec les soldats du carton de la  Bataille de Cascina de Michel-Ange.
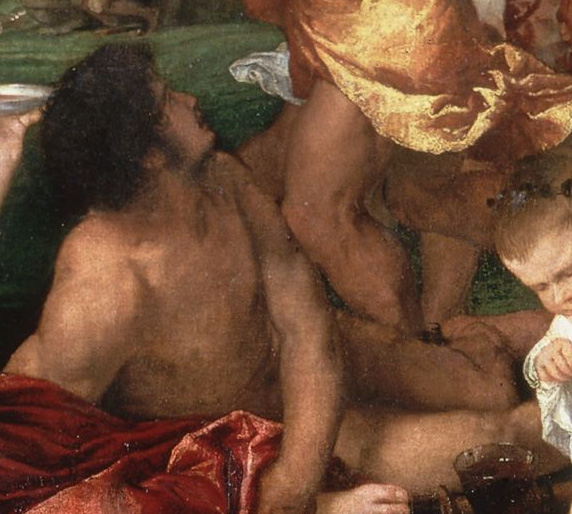
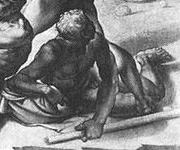

## Description et style

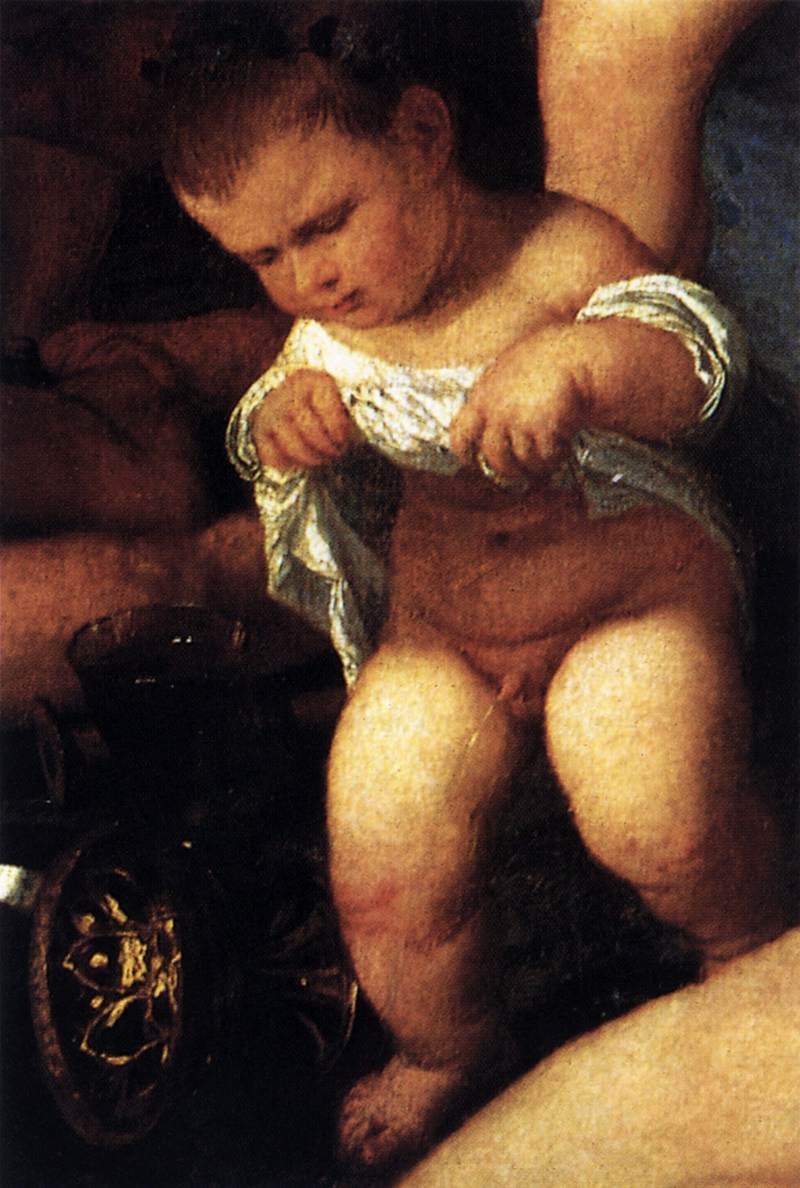
Le puer mingens.

### Thème mythologique
Comme pour les autres tableaux de la série, le sujet dérive des Images de Philostrate d'Athènes (I, 25), une description de soixante-quatre tableaux avec des chasses et des paysages qui ornaient le portique d'une villa à Naples. Dionysos, avec sa femme Ariane, s'apprête à arriver par bateau sur l'île d'Andros (Grèce), comme on le voit en arrière-plan, et provoque une bacchanale mémorable en transformant l'eau d'un ruisseau en vin. Les habitants de l'île, les « Andriens », se remémorent une fois par an, cet événement, s'abandonnant aux plaisirs débridés, aux libations, à la danse, à la musique et à l'érotisme. Le thème est lié à celui de la libération des soucis du monde et de la vie politique, cher au duc lors de ses retraites dans ses salons particuliers.
Les toiles mythologiques du duc Alphonse peuvent être comparées à des toiles similaires de Andrea Mantegna dans le studiolo d'Isabelle d'Este à Mantoue. Pour Titien, en effet, le mythe n'est pas un événement à reconstituer, mais une occasion de disposer de l'imaginaire de manière ludique sans aucune intention pédagogique, mais, en même temps, d'engager une réflexion réfléchie sur l'homme et son destin.

### Personnages
Au premier plan, à droite, dans le coin, le nu sensuel d'une nymphe-bacchante au teint très clair, citation cultivée des statues de l'Ariane endormie, le coude droit levé et le bras replié derrière la tête, est une convention pour représenter le Sommeil. Elle, écrit Vasari, « est si belle qu'elle semble vivante ».
Un peu derrière un puer mingens soulève sa petite tunique, « pisser dans une rivière et on peut la voir dans l'eau », comme l'écrit encore Vasari, tandis qu'au centre, deux jeunes filles discutent allongées, éclairées par la pleine lumière. L'une d'elles, sans se retourner, soulève l'assiette, dans laquelle un homme nu verse du vin d'une cruche. Un autre homme lui touche impunément la cheville, mais se tourne vers une danseuse qui semble sur le point de trébucher : Titien reprend fidèlement un personnage de La Bataille de Cascina de Michel-Ange, celui visible en bas à droite dans la copie de Bastiano da Sangallo. Malgré le geste, l'homme et la femme semblent s'ignorer : le sens aigu de la beauté et de la joie, même érotique, n'est jamais troublé par des attitudes vulgaires.
|  |  |

À droite un gros homme, rappelant Silène, s'agenouille à moitié nu et boit avec plaisir dans une cruche, fraîchement remplie par la rivière de vin, où dessine aussi un garçon. Au second plan, à l'ombre du bosquet, on peut voir un serviteur portant un cratère, encadré par deux chanteurs. Plus à droite se trouve le groupe de danseurs, parmi lesquels l'homme qui tente de jongler, tenant une cruche transparente pleine de vin sur le bout des doigts, et le couple en pleine lumière, dont les robes s'éclairent de reflets vibrants. Le garçon de dos tient dans sa main une corne d'hedera, un des attributs de Dionysos, tandis que l'autre plante sacrée, la vigne, est visible au-dessus, grimpant parmi les arbres.
La danseuse à la tunique blanche ressemble à la femme en rouge au centre de la scène, et à leur tour elles rappellent les effigies de la prétendue amante de Titien, la femme blonde aux cheveux crépus qui apparaît, par exemple, dans Flore ou La Femme au miroir. Les violettes que la figure féminine au centre tient dans ses cheveux pourraient être une allusion au nom Violante : une tradition veut que cette amante soit la fille de Palma le Vieux, qui portait ce nom.
Au loin, sur la colline, on aperçoit deux hommes qui, près d'un chien, mélangent du vin dans un grand cratère, tandis que plus haut, au sommet, un vieil homme, épuisé, gît affalé et nu, dans une position embarrassante, réflexion moralisatrice qui rappelle les conséquences des excès directement liée au thème biblique de l'ivresse de Noé, qui rappelle la fugacité de l'idylle pastorale. De plus, son éloignement rappelle combien dans des activités aussi licencieuses, il faut céder la place aux jeunes, thème déjà abordé par Titien dans Les Trois Âges de l'homme. La présence du chérubin, sans surprise, recrée le thème des trois âges de l'amour le long d'une diagonale intégrant les deux danseurs.

### Thème musical

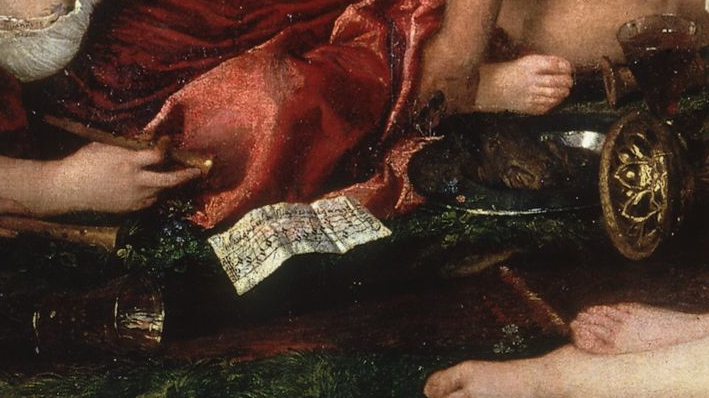
Cartellino.

Le lien profond entre la musique et les plaisirs dionysiaques est attesté par la partition posée au sol, au centre du tableau. On y lit une devise française ludique, qui évoque le canon (musique) de la répétition qui conduit à l'ivresse. L'expression remonte probablement à Adrien Willaert, un compositeur flamand présent à l'époque à Ferrare.
Cependant, aucun instrument de musique n'est utilisé : les seuls instruments représentés sont les flûtes à bec, deux tenues en main par les jeunes filles au premier plan et une troisième au sol un peu plus en arrière, près d'un verre plein de vin, une coupe en métal renversée et un plateau de libation.

## Analyse
Dans La Bacchanale des Andriens, malgré le mouvement énergique du fond vers le devant, l'attention se fixe sur le superbe nu du tout premier plan. C'est la réponse du Titien à la Vénus endormie de Giorgione, endormie, paisible et inconsciente. À l'inverse de la Vénus alanguie, elle est tendue ; sa nudité contraste délibérément avec les autres bacchantes à demi vêtues et souligne l'effet par l'insinuation d'une progression morale. Comme dans L'Assomption de la Vierge (Titien), la lumière se déplace dans le tableau en créant des îlots d'ombre dans la lumière éclatante ; les poses des figures au premier plan sont telles que l'œil est conduit vers le fond. Le superbe nu est le seul point fixe et isolé ; loin à l'arrière-plan, le vieil homme ivre sur la butte incarne les effets dégradants de l'ivresse que sa beauté et sa sérénité masquent avec efficacité.

## Postérité
La peinture fait partie du musée imaginaire de l'historien français Paul Veyne, qui le décrit dans son ouvrage justement intitulé Mon musée imaginaire.